# 姬蒂·懷特
姬蒂·懷特（英語：Krista White，1984年12月19日—），美國的時尚模特兒，她是全美超級模特兒新秀大賽第十四季的冠軍。姬蒂在比赛中勝岀因為她的樣貌比亞軍雷娜·亨'的「更時尚」,事實上,整體的模特兒條件上姬蒂比雷娜更具優勢，雷娜的身形以及天橋上的表現遠不及姬蒂，隨後在第十五季的最後一集,作為上一季冠軍的天橋開場,姬蒂的表現備受讚賞。